# Guaribas
Guaribas is een gemeente in de Braziliaanse deelstaat Piauí. De gemeente telt 4.491 inwoners (schatting 2009).